# Hemiscolopia
Hemiscolopia trimera
Genre
Espèce
Classification APG III (2009)
Hemiscolopia est un genre de plantes à fleurs de la famille des Salicaceae. Il ne comprend qu'une seule espèce, Hemiscolopia trimera, originaire d'Asie du sud-est.

## Taxonomie
L'espèce est décrite en premier par Jacob Gijsbert Boerlage en 1899, qui la classe dans le genre Scolopia sous le basionyme Scolopia trimera. En 1925, Dirk Fok van Slooten renomme l'espèce Hemiscolopia trimera et la classe dans le genre Hemiscolopia créé pour l'occasion,.
Hemiscolopia trimera a pour synonymes :
- Scolopia trimera Boerl., 1899[1],[2]
- Flacourtia kelampagine Eeden, 1905[1],[2]
- Xylosma macrocarpum Pierre ex Gagnep., 1908[2]
- Xylosma macrocarpa Pierre ex Gagnep., 1908[1]

## Répartition
L'espèce se rencontre au Cambodge, à Java, au Laos, en Malaisie, à Sumatra, en Thaïlande et au Viêt Nam. 